# Radu Vulpe
Radu Vulpe (n. 29 decembrie 1899, Albești, România – d. 26 noiembrie 1982, București, România) a fost un arheolog român.

## Distincții
- Ordinul „Meritul Cultural”, în gradul de Cavaler cl. II, pentru litere (1 februarie 1943)[4]
- Ordinul Muncii clasa a II-a (31 decembrie 1956) „cu prilejul împlinirii a 90 de ani de la înființarea Societății Academice Romîne, pentru merite deosebite in muncă”[5]

## Studii publicate
- Radu Vulpe, Activitatea archeologică în Dobrogea, în volumul colectiv Dobrogea 1878-1928. Cincizeci de ani de vieață românească (colab. Constantin Brătescu, Nicolae Iorga, I.N. Roman, Constantin Moisil, Pericle Papahagi) - Analele Dobrogei - anul IX, vol. 1, 1929.
- Radu Vulpe, Histoire ancienne de la Dobroudja, 1938.
- Radu Vulpe, Dobrogea meridională în antichitate, Institutul de Arte Grafice și Editura Glasul Bucovinei, 1938.
- Radu Vulpe, Săpăturile dela Poienești din 1949, Editura Academiei Republicii Populare Romîne, 1953.
- Radu Vulpe, Izvoare: săpăturile din 1936-1948,  Editura Academiei Republicii Populare Romîne, 1957.
- Radu Vulpe, Din istoria Dobrogei: Românii la Dunărea de Jos, vol. 2, Editura Academiei Republicii Populare Romîne, 1965.
- Radu Vulpe și Ecaterina Dunăreanu-Vulpe, Columna lui Traian: monument al etnogenezei Românilor, Editura Sport Turism, 1988.